# Josef Stefan
Josef Stefan (St. Peter, 1835 – Vienna, 1893) è stato un fisico austriaco.
Docente all'università di Vienna dal 1865, diresse l'Istituto fisico viennese dal 1869. Nel 1872 riuscì abilmente a misurare la conduttività termica dell'aria.
Il suo nome è però legato alla cosiddetta legge di Stefan, che afferma la proporzionalità tra la potenza irradiata da un corpo nero e la quarta potenza della sua temperatura:
{\displaystyle q=\sigma \cdot T^{4}}
La legge fu verificata nel 1884 da Ludwig Boltzmann e per questo venne rinominata legge di Stefan-Boltzmann.
A lui è intitolato il più grande centro di ricerca sloveno di fisica, chimica, biologia molecolare, biotecnologie, tecnologia dell'informazione, fisica dei reattori, energia e ambiente.